# The New Noise Theology
The New Noise Theology är en EP av Refused, utgiven 1998. Låtarna "New Noise" och "Refused Are Fuckin' Dead" återfinns på skivan The Shape of Punk to Come, även om versionen av "Refused Are Fuckin' Dead" som är inkluderad på denna EP är en remix. "Blind-Date" och "Poetry Written in Gasoline" är tidigare outgivna.
The New Noise Theology återutgavs i sin helhet som en del av samlingsskivan The E.P. Compilation.

## Låtlista
1. "New Noise" - 5:11
2. "Blind-Date" - 3:13
3. "Poetry Written in Gasoline" - 7:15
4. "Refused Are Fuckin' Dead" (Bomba Je Remix, Long Version) - 5:46